# Бейлисс, Джем
А́лберт Э́дуард Джеймс Ма́ттиас Бе́йлисс (англ. Albert Edward James Matthias Bayliss), более известный как Джем Бейлисс (англ. Jem Bayliss; 1 августа 1863 — 19 августа 1933) — английский футболист. Выступал за футбольный клуб «Вест Бромвич Альбион», а также за национальную сборную Англии.

## Футбольная карьера
Футбольную карьеру начал в школьной команде «Грейт Бридж Юнити», затем выступал за «Типтон Провиденс» и «Уэнзбери Олд Атлетик». В августе 1884 года присоединился к клубу «Вест Бромвич Альбион». В команде выступал на позиции центрфорварда. В сезоне 1885/86 был капитаном команды, дошедшей до финала Кубка Англии, где её соперником стал «Блэкберн Роверс». Игра завершилась безголевой ничьей, а в переигровке победу одержал «Роверс». В следующем сезоне «дрозды» вновь вышли в финал Кубка Англии и вновь проиграли в нём, на этот раз — бирмингемскому клубу «Астон Вилла».
В сезоне 1887/88 «Вест Бромвич Альбион» в третий раз подряд вышел в финал Кубка Англии и на этот раз одержал победу в турнире, обыграв «Престон Норт Энд» со счётом 2:1. Второй гол за «дроздов» забил Бейлисс.
8 сентября 1888 года Бейлисс дебютировал в Футбольной лиге в матче против «Стока». Он сыграл во всех 22 матчах «дроздов» в первом в истории розыгрыше Футбольной лиги, забив 2 гола. 
Бейлисс выступал за «Вест Бромвич Альбион» до 1891 года. Впоследствии провёл несколько матчей за «Уолсолл Таун Свифтс», а затем завершил карьеру игрока.
7 марта 1891 года Бейлисс провёл свой единственный матч за национальную сборную Англии, выйдя на позиции правого хавбека в игре Домашнего чемпионата против сборной Ирландии на стадионе «Молинью» в Вулвергемптоне. В ней англичане разгромили соперника со счётом 6:1.
В сентябре 1891 года был избран в совет директоров «Вест Бромвич Альбион», затем был председателем клуба до 1905 года.

## Достижения
«Вест Бромвич Альбион»
- Обладатель Кубка Англии: 1887/88
- Финалист Кубка Англии: 1885/86, 1886/87

Сборная Англии
- Победитель Домашнего чемпионата Великобритании: 1891